# Agave montana
Agave montana là một loài thực vật có hoa trong họ Măng tây. Loài này được Villarreal mô tả khoa học đầu tiên năm 1996.

## Hình ảnh

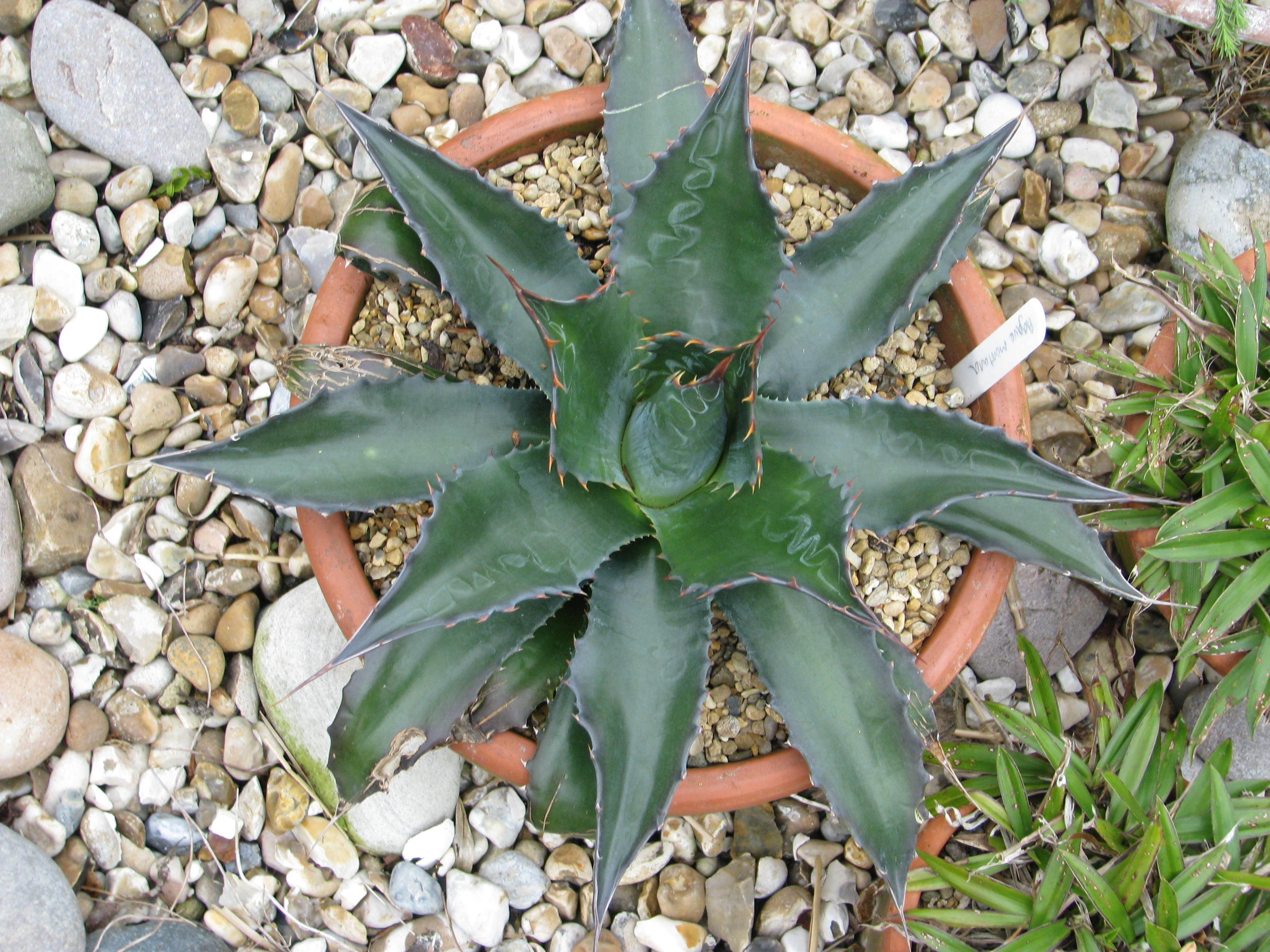